# عبدالحسین پرتوی
حسین پرتوی (۱۳۲۱ — ۲۸ اردیبهشت ۱۳۹۳) عکاس ایرانی بود.

## زندگی‌نامه
حسین پرتوی در سال ۱۳۲۱ در اردبیل متولد گردید. سپس به همراه خانواده خویش به تهران مهاجرت نمودند. پس ازدوره تحصیل در روزنامه کیهان مشغول به کار گردید. در سال ۱۳۳۸ به صورت حرفه‌ای با عکاسی ورزشی کار خود را شروع کرد. در سال ۱۳۵۶ از انقلاب ایران عکس‌های منحصر به فردی تهیه کرد. طی سال‌های جنگ ایران و عراق به عنوان دبیر سرویس عکس روزنامه کیهان برگزیده شد. پس از ۳۱ سال خدمت در روزنامه کیهان در ۲۷ شهریور ۱۳۶۸ بازنشسته شد و به دلیل دوستی و علاقه‌ای که به پروفسور حسابی داشت با قسمت فرهنگی بنیاد حسابی همکاری خود را شروع کرد.

## تعدادی از عکس‌های معروف پرتوی
- عکس مربوط به بسته شدن فرودگاه توسط نظامیان به فرمان بختیار در ۴ بهمن ماه ۱۳۵۷
- عکس مربوط به اعدام سران حکومت پهلوی در دبیرستان‌های علوی و رفاه،
- عکس مربوط به ورود سید روح‌الله خمینی به ایران در فرودگاه مهرآباد ۱۲ بهمن ۱۳۵۷
- عکس مربوط به بیعت همافران ارتش شاهنشاهی با سید روح‌الله خمینی خمینی در تاریخ ۱۹ بهمن ۱۳۵۷

## درگذشت
عبدالحسین پرتوی که سال‌هااز بیماری ALS رنج می‌برد روز یکشنبه ۲۸ اردیبهشت ۱۳۹۳ در سن ۷۲ سالگی درگذشت.

## سوابق
- برگزاری چندین نمایشگاه عکس با موضوعات انقلاب و دفاع مقدس
- دبیری سرویس عکس روزنامه کیهان در طول سالهای دفاع مقدس - ۱۳۶۲ تا ۱۳۶۷
- دریافت لوح تقدیر از نخستین جشنواره تخصصی مطبوعات ورزشی در ایران
- دریافت لوح و تندیس از دومین همایش تجلیل از فجرآفرینان عاشورایی - بهمن ۱۳۸۵
- دریافت لوح و مدال در همایش راویان نور و بزرگداشت عکاسان انقلاب - بهمن ۱۳۸۶
- دریافت تقدیرنامه از فرماندهی نیروی هوایی ارتش در آستانه بیست و نهمین سالروز بیعت همافران با خمینی - بهمن ۱۳۸۶
- دریافت جایزه «مطهر» از محمود احمدی‌نژاد